# Кнебель, Юрий
Юрий Кнебель, полное имя — Юрий Йозеф Кнебель (в.-луж. Jurij Józef Knebel, нем. Jurij Josef Knebel; 24 марта 1934 года, деревня Бачонь, Лужица, Германия — 14 апреля 2020 года, Германия) — серболужицкий археолог и историк, занимавшийся праисторией Лужицы.

## Биография
Родился в 1934 году в крестьянской семье в серболужицкой деревне Бачонь современной коммуны Гёда. Обучался в Серболужицкой высшей школе в классе лужицкого писателя и педагога Антона Навки. Изучал археологию в Лейпцигском университете. При поддержке директора Института серболужицкого народоведения Павола Новотного участвовал в археологических раскопках в Польше, изучал теоретическую и практическую археологию в Лодзи.
С 1957 года — научный сотрудник Института серболужицкого народоведения, первый археолог этого научного учреждения. Занимался исследованиями городища в Либоне (Верхняя Лужица) и нижнелужицкого городища около деревни Торнов. Работал над первым томом «Wot spočatkow hač do lěta 1789» (От начала до 1789 года) четырёхтомника «История серболужичан» (Stawizny Serbow). Написал несколько статей в биографическом справочнике «Nowy biografiski słownik».
В 1992 году вышел на пенсию. Скончался в 2020 году.

## Основные сочинения
- Hrodźišća serbskich kmjenow, pomniki našich prjedownikow. Budyšin 1958 (в соавторстве с Яном Бранкачком)
- Zur Frühgeschichte der Lausitz. Ergebnisse und Probleme ihrer systematischen Erforschung., Lětopis B, 29/1 (1982), str. 189—199
- Bemerkungen zur politischen und sozialökonomischen Stellung der Lusizer und Milzener zur Zeit des Lutizenaufstandes im Jahre 983., Zeitschrift für Archäologie 2/1984, str. 183—188
- Zur Erschließung der Altertümer in der Lausitz vom Ende des 18. bis zur Mitte des 19. Jahrhunderts., Lětopis B, 32/1 (1985)
- Die Territorialentwicklung des Milzener-Stammesgebietes vom 9. bis zum 11. Jahrhundert auf der Grundlage des archäologischen Burgwallbildes., Lětopis B, 34 (1987), str. 1-24
- Bautzen / Budyšin — Von der Stammesburg zur Stadtsiedlung., Lětopis B, 38 (1991)
- Hodźij — před 1000 lětami., Rozhlad 5/2006